# Heino Otto
Heinrich Balthasar Otto (* 31. Mai 1869 in Büdesheim; † 10. Mai 1945 in Dresden) war ein deutscher Architekt und Baumeister. Vor seiner Selbstständigkeit arbeitete er für das Dresdner Architekturbüro Schilling & Graebner. Er gehörte zu den Architekten „zweiten Ranges“ wie Felix Reinhold Voretzsch, Otto Foerster, Rose & Röhle und die Gebrüder Fichtner, die sich dem Jugendstil „intensiver widmeten“.

## Leben und Wirken
Zu Beginn seiner Laufbahn war er noch ein „exzessiver Neo-Barock-Künstler“. 1899 machte er sich selbstständig und vertrat nun den Jugendstil in einer „ebenso pathetische[n] Haltung“ und schuf die bekannten Jugendstilvillen. So errichtete er zwischen 1899 und 1905 die Villen Karcherallee 43 (1899), Stübelallee 21 (1900), Comeniusstraße 16, Karcherallee 11 und Caspar-David-Friedrich-Straße 3 (1903/1904). Möglicherweise stammt auch die Villa Loschwitzer Straße 4 (1901) von ihm. Nach dem Abklingen des Jugendstils baute er im Stil des Neoklassizismus.
Die Entwürfe Ottos fanden die Beachtung der Architekturkritik und wurden früh als „Beispiele moderner Baugesinnung“ veröffentlicht.
Otto ist am 10. Mai 1945 erschossen auf dem Striesener Friedhof in der Gottleubaer Straße aufgefunden worden, wo er vermutlich seinem Leben selbst ein Ende gesetzt hatte.

## Werk (Auswahl)

### Entwürfe und Bauten
- 1900: Fassade des Dresdner Zentraltheaters (im Stil des Neobarock)[5] (1945 zerstört)
- 1902: Landhaus Ludwig-Richter-Allee 27 in Niederlößnitz, heute Radebeul (für Schilling & Graebner, Villenkolonie Altfriedstein)[6]
- 1902: Villa Prof.-Wilhelm-Ring 20 in Niederlößnitz (für Schilling & Graebner, Villenkolonie Altfriedstein)[6]
- 1903: Landhaus Lindenaustraße 7 in Niederlößnitz (für Schilling & Graebner, Villenkolonie Altfriedstein)[6]
- 1903: Entwurf Mietshaus Hermann Ebert in Niederlößnitz, Moritzburger Straße 45 (für Schilling & Graebner, Villenkolonie Altfriedstein)[6]
- um 1904/1905: Villa Caspar-David-Friedrich-Straße 3 in Dresden[7]
- 1906: Landhaus Paul Nieschke in Niederlößnitz, Ludwig-Richter-Allee 28 (für Schilling & Graebner, Villenkolonie Altfriedstein)[6]
- 1905/1906: katholische Kirche St. Marien in Dresden-Cotta, Gottfried-Keller-Straße 50 (Bauausführung)
- 1907: Doppelhaus Krenkelstraße 13 und 15[8]
- 1908: Villa Montana in Dresden-Loschwitz, Schillerstraße 2b
- 1910/1911: Landhaus Steinbachstraße 16 in Serkowitz, heute Radebeul[6]
- 1928: Villa Comeniusstraße 76 in Dresden (für Dr. Rudolf Emil Albert), Entwurf in moderner Richtung, Bauhaus-Stil

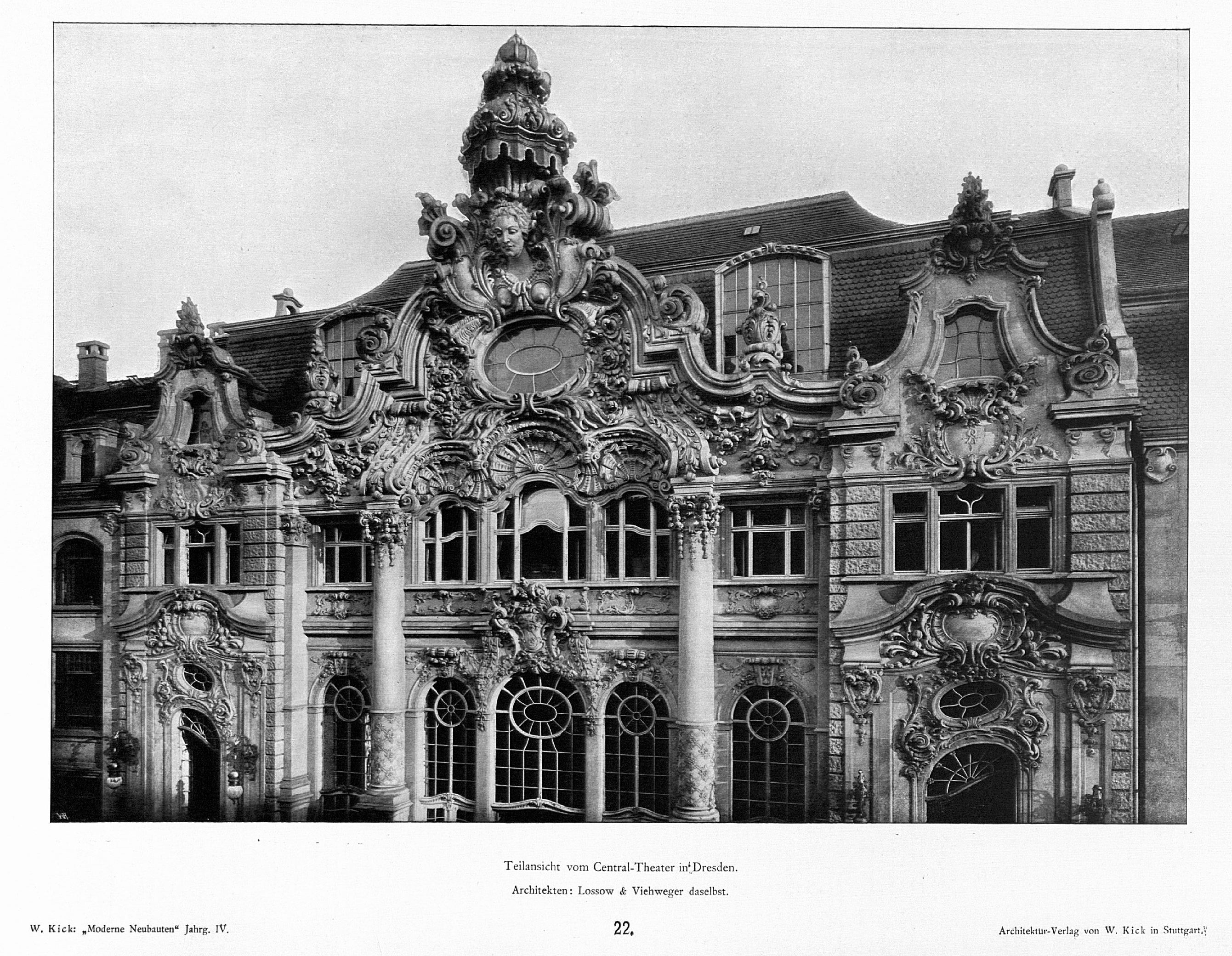
Neobarock: Zentraltheater-Fassade
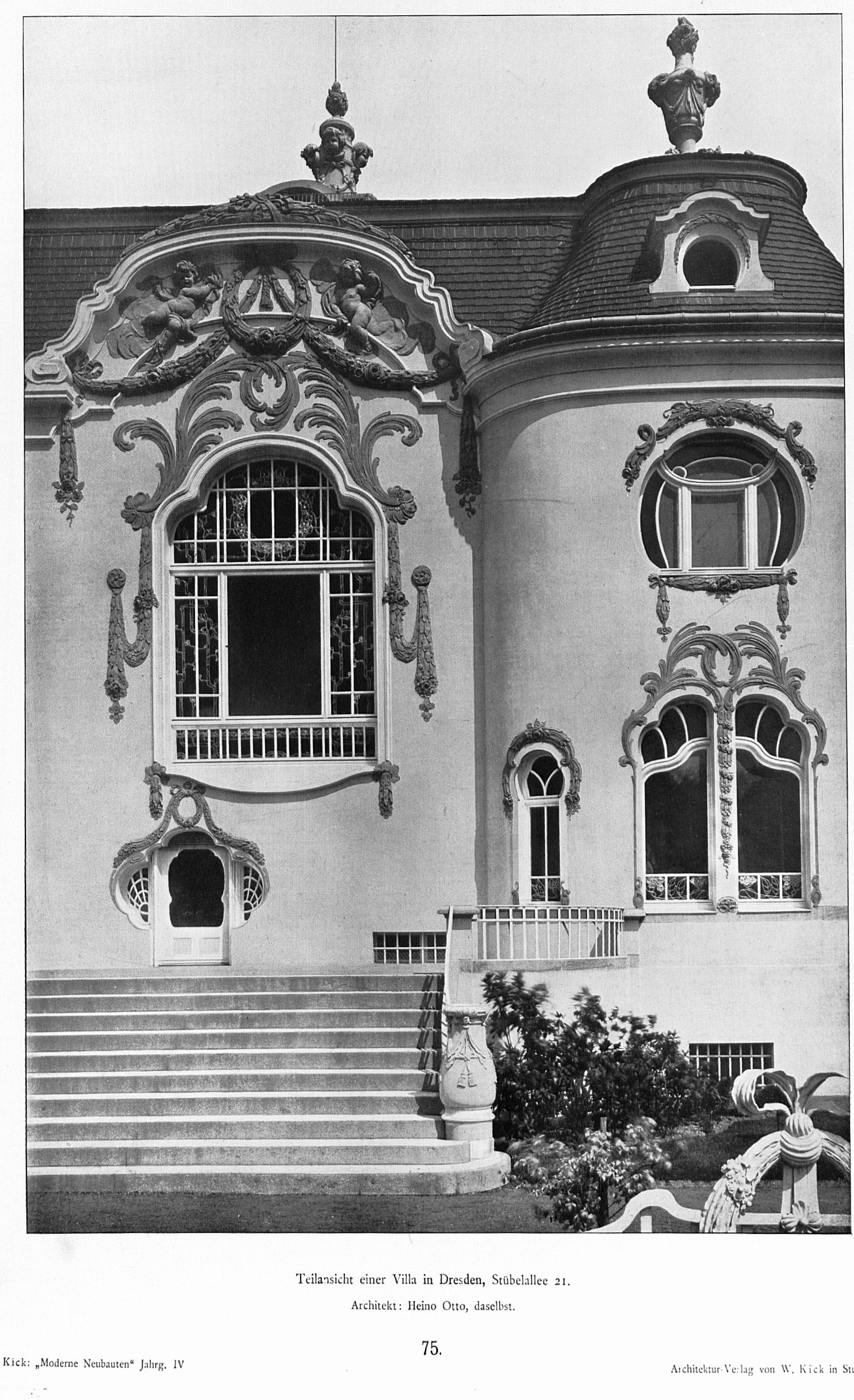
Neobarock / Jugendstil: Villa Müller, Stübelallee 21
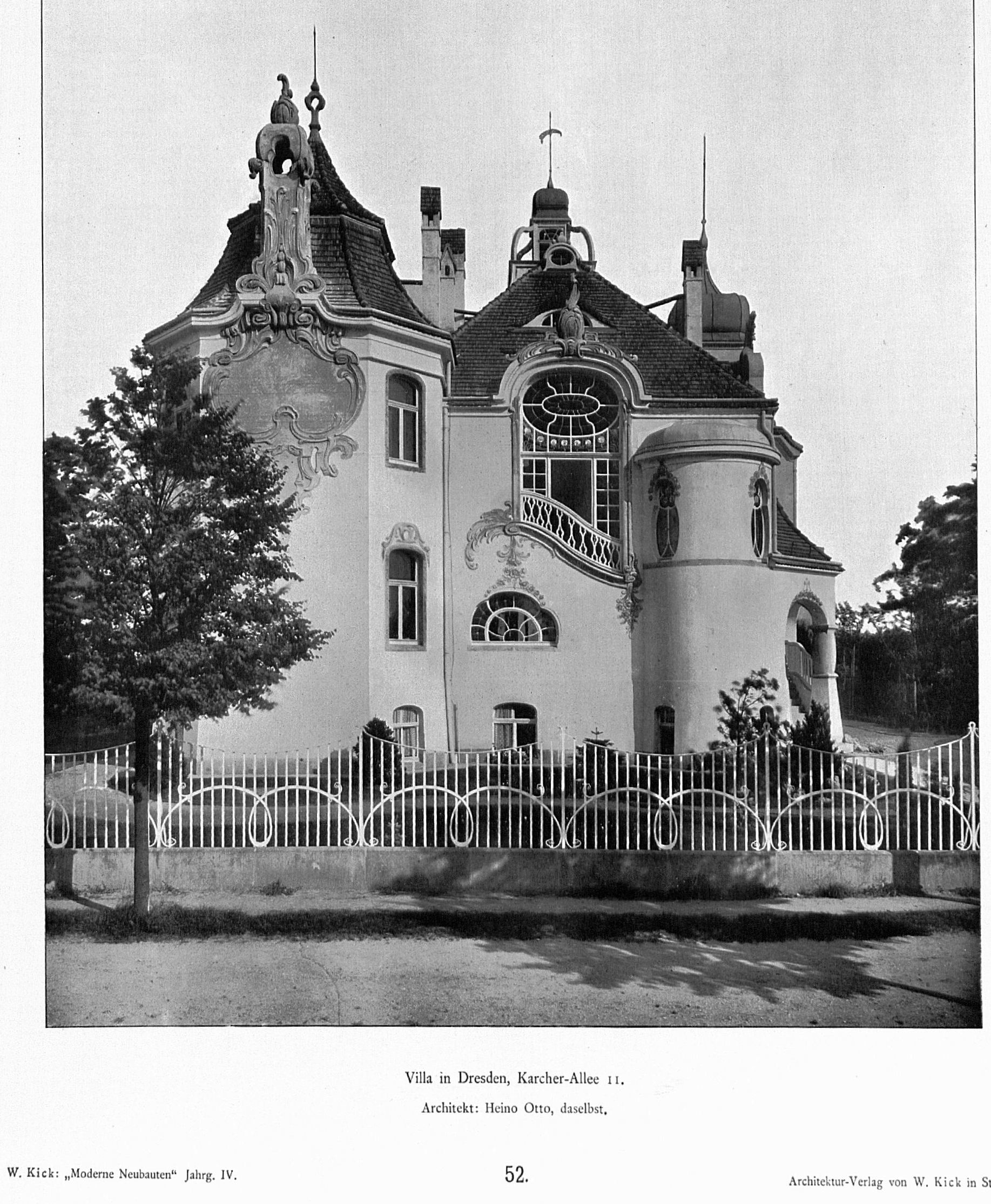
Neobarock / Jugendstil: Villa Karcherallee 11
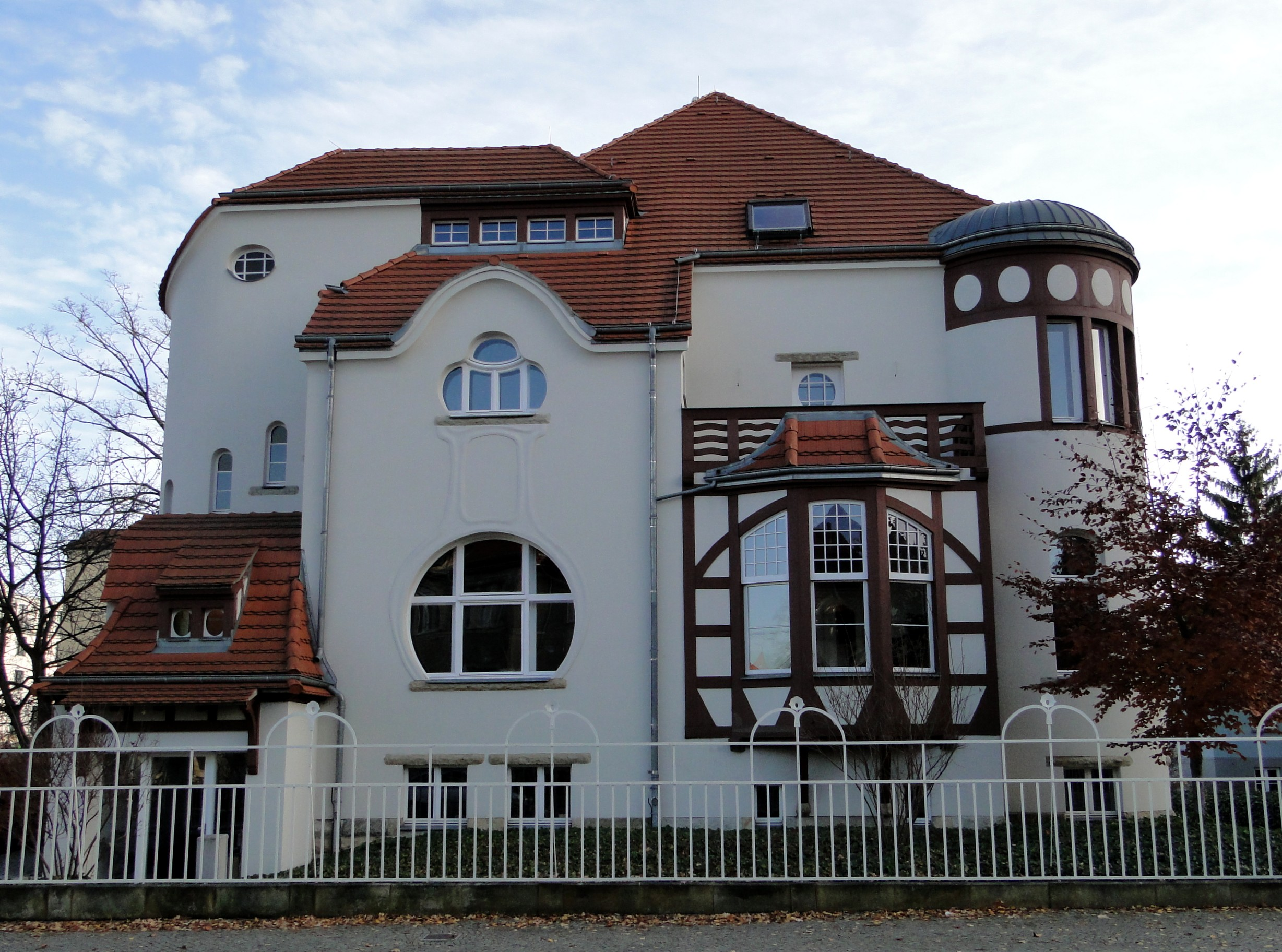
Villa Caspar-David-Friedrich-Straße 3
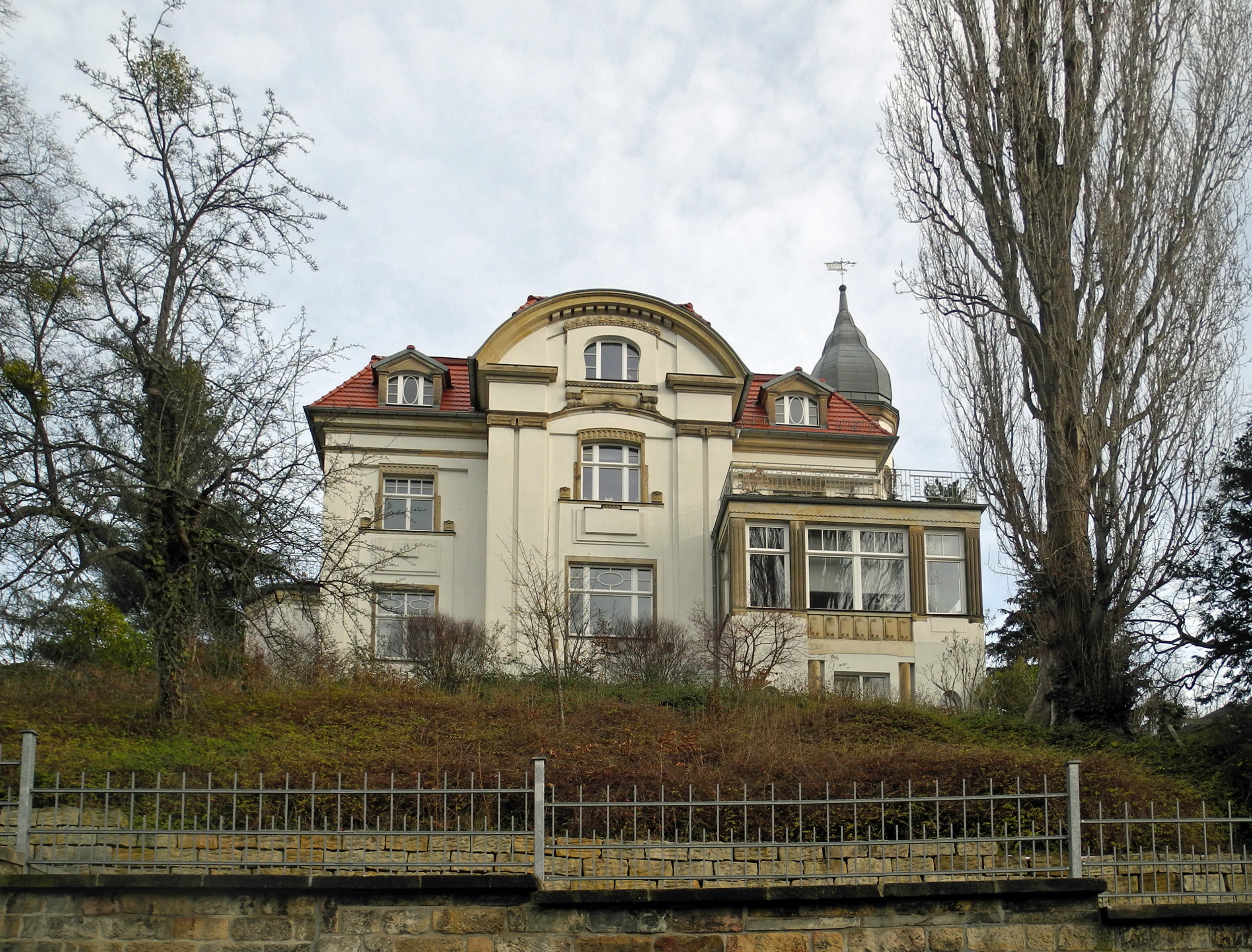
Villa Montana Schillerstraße
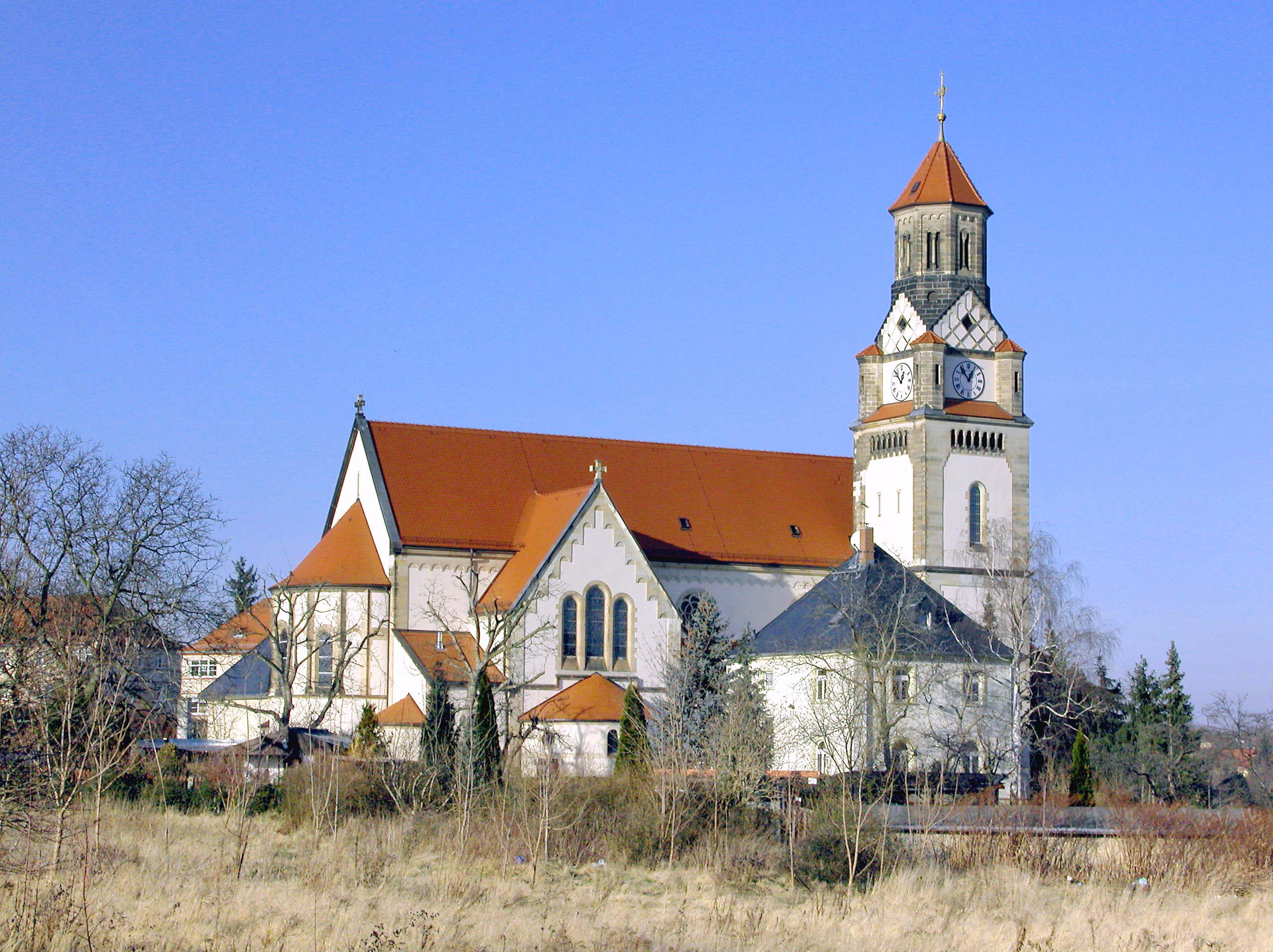
Kirche St. Marien Dresden-Cotta
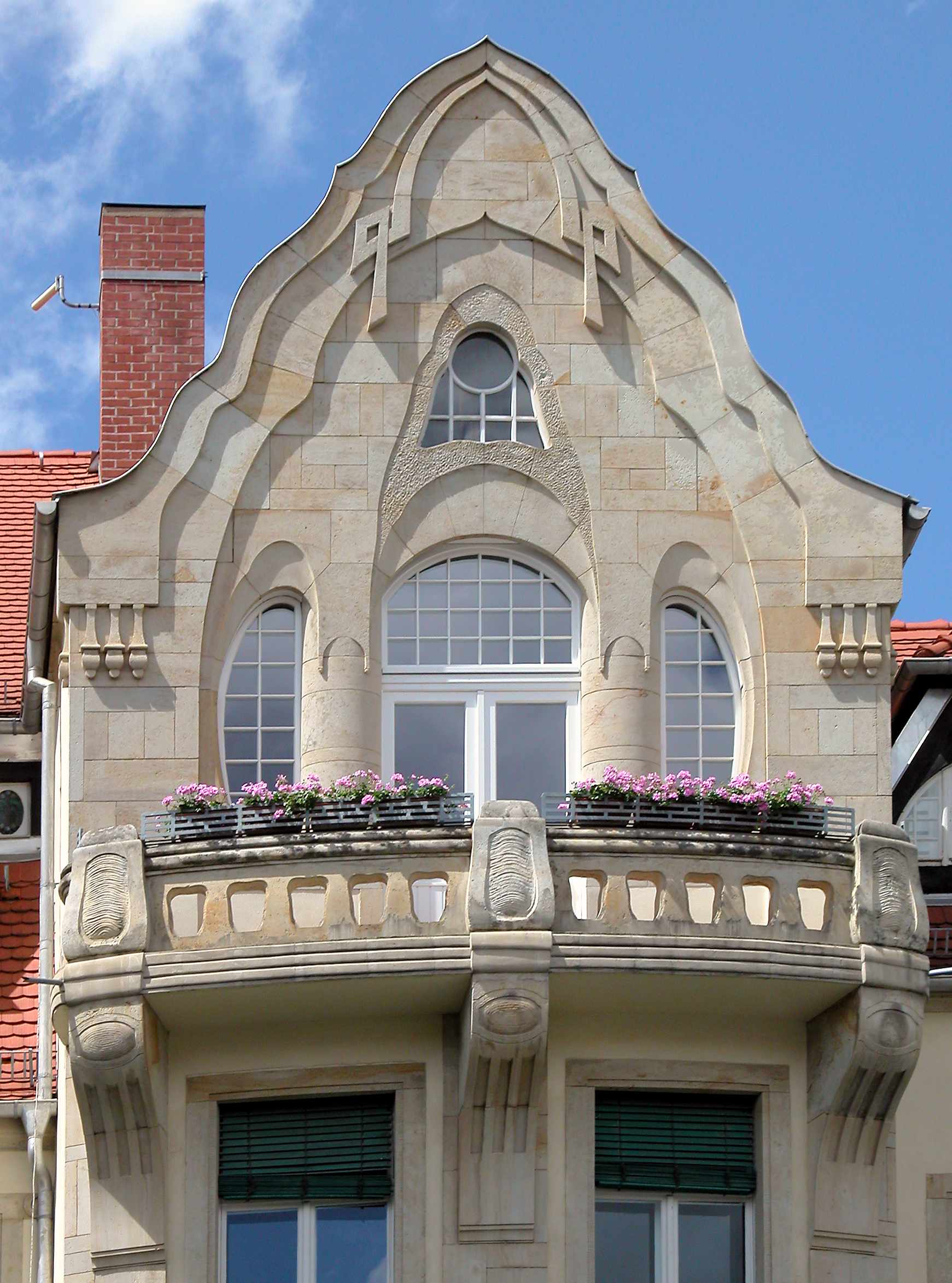
Doppelhaus Krenkelstraße 13 und 15

### Schriften
- Der Architekt Heino Otto. Ausgeführte Bauten und Entwürfe 1899–1919. Charlottenburg o. J. (1919).